# Висленевы
Висленевы (Висленёвы, Висленины) — древний русский дворянский род.
Роды Висленевых внесены в VI и II части дворянской родословной книги Новгородской губернии Российской империи.

## История рода
Новгородец Никифор Брагин сын Висленев упомянут (1581). Ишук Братин Висленев владел поместьем в Новгородской области (1586-1588).
Родоначальник Денис Висленев, владел поместьями в Деревской и Бежецкой пятинах Новгородского уезда в первой половине XVII века. Сыновья его, Пётр и Фёдор, пожалованные (1673) за войну Турцией вотчинами в тех же пятинах, были родоначальниками двух ныне существующих ветвей этого рода. Жилец Степан Андреевич владел поместьем в Новгородской области и в Каширском уезде (1677). Пётр Денисович воевода в Усмани (1684).
Десять представителей рода упомянуты в Новгородской писцовой книге (1685-1686). Дочь Андрея Патрикеевича, схимница Екатерина, инокиня Торжковского Воскресенского монастыря († 1692).
Иван Григорьевич Висленев, отставной гвардии секунд-майор, был депутатом от дворян Новгородской губернии в комиссии для составления уложения (1767).

## Описание герба
В щите, имеющем серебряное поле, изображены шишак с перьями, под ним литера W, река и крестообразно означены шпага, ружьё и панцирь.
Щит увенчан дворянскими шлемом и короною с страусовыми перьями. Намёт на щите серебряный, подложенный голубым и красным. Щитодержатели: два льва.